# Volo Northwest Airlines 4422
Il 12 marzo 1948, il Volo Northwest Airlines 4422 (NC95422) si schiantò sul Monte Sanford, in Alaska, con un equipaggio di sei e 24 passeggeri. Il volo era un C-54 charter di ritorno negli Stati Uniti da Shanghai. L'aereo fece rifornimento ad Anchorage (Merrill Field) e decollò alle 20:12. per proseguire verso la sua destinazione, New York (Aeroporto LaGuardia). Invece di seguire la rotta aerea pubblicata, che ha deviato attorno al Monte Sanford, l'aereo ha volato in linea diretta, schiantandosi contro la montagna. Dopo il primo impatto i rottami sono scivolati per circa 3000 piedi prima di fermarsi. Non ci sono stati sopravvissuti. I passeggeri erano marinai mercantili americani, membri dell'equipaggio della petroliera SS Sunset, in viaggio per tornare a casa.

## Riscoperta dei rottami
Molti testimoni nella vicina città di Gulkana, Alaska, hanno visto lo schianto e il relitto è stato inizialmente localizzato dall'alto ma in quel momento era completamente inaccessibile. Le tempeste di neve lo seppellirono rapidamente in un ghiacciaio di montagna e andò perduto per oltre 50 anni. Nel corso degli anni, diverse persone, attirate dalle voci di un carico segreto di oro proveniente dalla Cina, perquisirono la montagna e tornarono a casa a mani vuote. Il pilota della Northwest Marc Millican e il pilota della Delta Kevin McGregor avevano esplorato la montagna insieme e da soli dal 1995.
Nel 1997 Millican e McGregor individuarono alcuni pezzi del relitto ma non furono in grado di confermare che provenissero dal Northwest 4422. Solo nel 1999, dopo aver ottenuto il permesso dal National Park Service e dai parenti delle vittime, furono in grado di rimuovere i rottami confermando che provenivano dal volo 4422. Nessun tesoro segreto è mai stato trovato. Al momento dell'incidente è stato stabilito che i piloti erano fuori rotta di 23 miglia (37 km) e potrebbero non aver visto la montagna di notte. Un'indagine dell'NTSB nel 1999 mostra che le eliche giravano ad alta velocità quando colpirono la montagna, il che supporta questa teoria.
Oltre ai rottami scoperti nel 1999, nel ghiacciaio dell'Alaska sono stati trovati una mano sinistra e un braccio mummificati. Dopo quasi un decennio, le impronte digitali identificabili furono recuperate dai resti da Edward Robinson. I resti sono stati poi identificati positivamente da Michael Grimm il 6 settembre 2007 utilizzando le impronte digitali, rendendo questa l'identificazione più antica conosciuta al mondo di resti post mortem utilizzando l'identificazione delle impronte digitali. L'arto apparteneva a Francis Joseph Van Zandt, un marinaio mercantile di 36 anni di Roanoke, Virginia, uno dei passeggeri del volo 4422. Successivamente, utilizzando il DNA di una discendente di Van Zandt, Odile Loreille, un esperto di analisi del DNA, è stato anche in grado di identificare i resti utilizzando l'identificazione mitocondriale e Y-DNA. Solo i resti di Francis Joseph Van Zandt non furono mai recuperati o identificati. I corpi dei restanti 29 individui attendono ancora un possibile recupero.